# Norman Holroyd
Norman Holroyd (* 8. Mai 1914 in Halifax, West Yorkshire; † 25. Juni 2002) war ein britischer Gewichtheber.

## Leben und Karriere
Holroyd war als Mühlenarbeiter tätig, als er gegen 1934 mit dem Gewichtheben begann. Zunächst trainierte er mit Bekannten zusammen im Keller eines Freundes, ehe er sich dem Bradford College Physical Culture Club anschloss. Ob er auch am Bradford College studierte, ist nicht bekannt.
Er gehörte zum britischen Aufgebot bei den Olympischen Sommerspielen 1936 in Berlin, wo er im Federgewicht (bis 60 kg Körpergewicht) an den Start ging. Mit einer Leistung von 72,5 kg im Drücken, 85 kg im Reißen und 105 kg im Stoßen belegte er den 15. Platz. Bereits im Vorfeld waren ihm vom britischen Verband keine Medaillenchancen eingeräumt worden.
In der Folgezeit wurde Holroyd neun Mal Britischer Meister im Federgewicht. Bereits 1936 hatte der bei den nationalen Meisterschaften den zweiten Rang belegt, und das, obwohl er in einer höheren Gewichtsklasse an den Start gegangen war. Er startete für das Vereinigte Königreich in Länderkämpfen gegen Deutschland (1938) und gegen Frankreich (1939) und war jeweils siegreich.
Der Zweite Weltkrieg verhinderte weitere Olympiateilnahmen Holroyds. Für die Olympischen Spiele 1948 in London konnte er sich zwar noch einmal qualifizieren, musste seinen Start dann jedoch verletzungsbedingt absagen. Im Jahre 1950 beendete er seine aktive Karriere.
Im Laufe seines Lebens arbeitete Holroyd unter anderem beim Tuchhersteller Norman Shaw & Sons. Zuletzt war er bis zu seinem Eintritt in den Ruhestand für 33 Jahre bei Nu Swift International, einem Hersteller von Feuerlöschern, in der Qualitätskontrolle beschäftigt.